# Síndrome de Lambert-Eaton
La síndrome miastènica d'Eaton-Lambert (o síndrome miastènica de Lambert-Eaton o, senzillament, síndrome d'Eaton-Lambert o síndrome de Lambert-Eaton), i ocasionalment abreviat com a SMLE (o en la seva forma anglesa LEMS), és un trastorn autoimmunitari rar que es caracteritza per debilitat muscular de les extremitats. És el resultat d'una reacció autoimmunitària que origina la formació d'anticossos contra els canals de calci depenent de voltatge presinàptics en la unió neuromuscular (la connexió entre els nervis i el múscul que innerven). Al voltant del 60 per cent dels pacients amb SMLE tenen tumors malignes subjacents, amb major freqüència un càncer de pulmó de cèl·lules petites, de manera que es considera com una síndrome paraneoplàstica (una condició que sorgeix com a conseqüència d'un càncer en una altra part del cos).
Les persones que desenvolupen problemes són en general majors de quaranta anys, encara que pot ocórrer a qualsevol edat. El diagnòstic es confirma generalment amb electromiografia i anàlisi de sang, que permeten distingir-la de la miastènia greu, una malaltia neuromuscular autoimmunitària semblant.
Si la malaltia s'associa amb el càncer, el tractament directe del càncer sovint alleuja els símptomes de LEMS. Altres tractaments utilitzats són els glucocorticoides, l'azatioprina i la immunoglobulina intravenosa, que suprimeixen el sistema immunitari, i la piridostigmina i la 3,4-diaminopiridina, que augmenten la transmissió neuromuscular. De vegades, la plasmafèresi és necessària per eliminar els anticossos.